# 散岐村
散岐村（さぬきそん）は、鳥取県八頭郡にあった自治体である。

## 概要
現在の鳥取市河原町佐貫・河原町八日市・河原町和奈見・河原町水根・河原町山上・河原町小倉に相当する。千代川左岸、およびその支流宇戸川流域に位置した。
元々は佐貫村と宇戸村が組合役場を設置していたが、これを発展的解消して散岐村となった。
散岐および佐貫は「さのき」「さんき」とも呼ばれ、「さぬ」は狭野、「き」は場所を表すとされる。平安時代には八上郡十二郷の1つである散岐郷の名が見え、この地域一帯を郷域としていたとされる。

## 沿革
- 1917年（大正6年）10月1日 - 佐貫村と宇戸村が合併して散岐村が発足[5]。合併各村の計6大字を編成。役場位置を大字佐貫字岡畑ケ474番地と定める[6]。
- 1923年（大正12年）10月31日 - 役場位置を大字佐貫字壱歩坂785番1に変更[7]。
- 1955年（昭和30年）3月28日 - 国英村、河原町（初代）、八上村、西郷村と合併し、改めて河原町（2代）が発足。同日散岐村廃止[8]。

## 行政

### 歴代村長
| 氏名       | 就任年月日             | 退任年月日                | 備考 |
| ---------- | ---------------------- | ------------------------- | ---- |
| 倉持益治   | 1918年（大正7年）2月   | 1922年（大正11年）2月     |      |
| 宮内深蔵   | 1922年（大正11年）2月  | 1926年（大正15年）2月     |      |
| 田中熊治   | 1926年（大正15年）3月  | 1929年（昭和4年）2月      |      |
| 前田常蔵   | 1929年（昭和4年）2月   | 1929年（昭和4年）10月     |      |
| 竹内信時   | 1929年（昭和4年）11月  | 1931年（昭和6年）4月      |      |
| 前田梅蔵   | 1931年（昭和6年）4月   | 1935年（昭和10年）4月     |      |
| 下田茂     | 1935年（昭和10年）4月  | 1936年（昭和11年）11月    |      |
| 山本宗平   | 1936年（昭和11年）12月 | 1940年（昭和15年）12月    |      |
| 猪口兼治   | 1940年（昭和15年）12月 | 1943年（昭和18年）6月     |      |
| 下田虎治   | 1943年（昭和18年）8月  | 1944年（昭和19年）4月     |      |
| 中村昇太郎 | 1944年（昭和19年）5月  | 1946年（昭和21年）11月    |      |
| 中山孫市   | 1947年（昭和22年）4月  | 1951年（昭和26年）3月     |      |
| 下田晴三   | 1951年（昭和26年）4月  | 1955年（昭和30年）3月27日 |      |
| 参考文献 - |                        |                           |      |

## 教育
- 散岐村立散岐小学校（現・鳥取市立散岐小学校）
- 組合立八上中学校：八上村・散岐村・西郷村の組合立として八上村大字曳田に創設。現在は統合により鳥取市立河原中学校[3]。

## 交通
- 最寄りの駅：国英駅